# Alfredo Zitarrosa
Alfredo Zitarrosa (Montevideo, 10 marzo 1936 – Montevideo, 17 gennaio 1989) è stato un cantante, compositore, poeta, scrittore e giornalista uruguaiano, considerato una delle figure più influenti della musica popolare nel suo paese e in tutta l'America del Sud.

## Biografia
Zitarrosa nacque Alfredo Iribarne, figlio naturale della diciannovenne Jesusa Blanca Nieve Iribarne (Blanca), all'ospedale Pereira Rossell di Montevideo.
Blanca affidò il bambino alle cure di Carlos Durán, uomo che esercitava svariati mestieri, e alla moglie di lui Doraisella Carbajal, impiegata al Consiglio per l'infanzia. Il neonato assunse allora il nome di Alfredo Durán, detto Pocho. La famiglia visse in diversi quartieri di Montevideo, per trasferirsi poi nella cittadina di Santiago Vázquez (tra il 1944 e la fine del 1947), con frequenti visite nella campagna di Trinidad, capoluogo del dipartimento di Flores, di cui era originaria la madre adottiva di Alfredo. Quest'esperienza infantile segnò per sempre Zitarrosa e il suo repertorio musicale, la maggior parte del quale consiste di ritmi e canzoni d'origine contadina, principalmente milonghe.
Alfredo poco dopo tornò, con la sua famiglia adottiva, a Montevideo e, nei primi anni della sua adolescenza, si trasferì a vivere con la sua mamma biologica e il marito, che in seguito gli avrebbe dato il cognome, l'argentino Alfredo Nicolás Zitarrosa. Insieme alla sorella, vissero nell'area ora nota come Rincón de la Bolsa, al km 29.50 della vecchia strada per Colonia, nel Dipartimento di San José. Pur vivendo lì, Alfredo continuò a fare il pendolare per studiare a Montevideo, dove aveva cominciato la scuola superiore. Abitò prima con i signori Duran, quindi nella Mrs. Ema's Pension, che si trovava tra le strade Colonia e Medanos (oggi Barrios Amorín); dopo si trasferì nella famosa soffitta della casa che è stata utilizzata come una pensione di cui era proprietaria la madre Blanca Iribarne, e si trovava a Yaguarón 1021 (oggi Aquiles Lanza), di fronte alla piazza a lui oggi dedicata.
Egli lavorò, tra le altre mansioni, come venditore di mobili, abbonamenti di una società medica, segretario e in un negozio di stampa. Successivamente, egli ricorderà con particolare affetto il suo primo datore di lavoro, un certo Pachelo, a cui fu presentato da uno dei suoi colleghi per le spedizioni giornaliere a Montevideo, poiché durante gli anni di scuola superiore faceva il pendolare.
Cominciò la sua carriera artistica nel 1954, come giornalista radiofonico, entrando come presentatore e intrattenitore, librettista e informatore, alle volte anche attore. Fu anche scrittore, poeta e giornalista, lavorando per il settimanale "Marcha".
Mentre si era spostato in Perù, spinto dalle circostanze in qualche modo fortuite, fece il suo debutto come cantante. Accadde il 20 febbraio del 1964, in un programma di Channel 13, Panamericana Television, così cominciò una ininterrotta carriera. Zitarrosa una volta ricordò quest'esperienza: "No tenía ni un peso, pero sí muchos amigos. Uno de ellos, César Durand, regenteaba una agencia de publicidad y por sorpresa me incluyó en un programa de TV, y me obligó a cantar. Canté dos temas y cobré 50 dólares. Fue una sorpresa para mí, que me permitió reunir algunos pesos…" ("Non avevo soldi, ma avevo molti amici. Uno di loro, Cesar Durand, ha dovuto gestire un'agenzia pubblicitaria e io fui incluso in un programma televisivo e costretto a cantare. Fui pagato 50 dollari per due canzoni. Fu una sorpresa per me e mi permise di guadagnare un po' di denaro...")
Poco dopo, tornando dalla Bolivia in Uruguay, presentò alcuni programmi radiofonici a Radio Altiplano di La Paz, debuttando più tardi a Montevideo, nel 1965, nell'audotorium SODRE (Radio Broadcasting ServiceOfficer). La sua partecipazione in questo frangente fu un passaggio fondamentale per la sua carriera che lo portò ad essere invitato, nel 1966, alla premiazione del Festival of Cosquín, in Argentina, e ancora nel 1985.
Dall'inizio, fu considerato una delle più grandi voci della canzone popolare Latino-Americana, con chiare radici di sinistra e folkloriche. Egli coltivò uno stile sprezzante e virile, e lo spessore della sua voce e il tipico accompagnamento con la chitarra erano i suoi marchi di fabbrica.
Dagli inizi degli anni Sessanta fu un sostenitore del Fronte Ampio, che raccoglieva gran parte della sinistra uruguaiana, e questo gli valse l'ostracismo e l'esilio definitivo durante gli anni della dittatura. Le sue canzoni erano bandite in Argentina, Cile e Uruguay durante la dittatura che dominava in questi paesi. Dal 9 febbraio 1976 visse in Argentina, in Spagna e in Messico. In Italia cantò al Festival della canzone popolare "Victor Jara", a Torino, il 3 aprile 1977.
Quando, dopo la Guerra delle Falkland, in Argentina cadde la dittatura (e fu revocato il divieto sulla sua musica), si stabilì a Buenos Aires, dove si esibì in tre memorabili concerti nell'Arena Obras Sanitarias i primi giorni del luglio 1983. Dopo nemmeno un anno, nella fase in cui in Uruguay i militari trattavano con le forze politiche la restituzione del potere ai civili e le modalità di elezioni politiche annunciate per novembre 1985, Zitarrosa annunciò il proprio ritorno nella sua terra natale. La notizia, accolta con grande entusiasmo popolare, fu ulteriore occasione di manifestazioni - pur ritenute illegali - contro la dittatura. Già da giorni le stazioni radio avevano iniziato a trasmettere sue canzoni, fino ad allora severamente proibite. Al suo arrivo una striscia di folla lunga 11 kilometri, dall'aeroporto alla città lo accolse esultante, e storico fu il suo concerto del 31 marzo 1984, descritto da lui stesso come la experiencia más importante de mi vida ("l'esperienza più importante della mia vita").

## Opera
Tra le canzoni di maggior successo figurano Doña Soledad (Signora Soledad), Crece desde el pie (Cresce dal piede), Recordándote (Ricordandoti), Stéfanie, Adagio en mi país (Adagio tra il mio paese), Zamba por vos (Zamba per te), El violín de Becho (Il violino di Becho) e il poema per milonga Guitarra negra (Chitarra nera).
Come poeta, ricevette l'omaggio dell'Intendenza di Montevideo con il Premio municipale di poesia del 1959 per il libro Explicaciones (Spiegazioni), che non aveva mai voluto pubblicare. Nel 1988 uscì il libro di racconti Por si el recuerdo (Nel caso che il ricordo), con storie scritte in vari periodi della sua vita.

### L'impronta autobiografica
Come ogni autore, Alfredo Zitarrosa è ispirato da molte fonti, ma anche così, nel suo caso una particolare enfasi va data alla natura fortemente autobiografica delle sue composizioni. Così troviamo, ad esempio, nel soggetto di Pájaro rival, dove egli riflette una profonda preoccupazione esistenziale e ha anche una premonizione sull'avvicinarsi della sua morte, che avverrà poco dopo la fine delle registrazioni del disco. Il disco fu pubblicato postumo nel 1989:
Quella ferita di cui parla sta al di là del dubbio esistenziale comune ad ogni essere umano, ha a che fare con la sua particolare storia personale, che si riflette in Explicación de mi amor (Spiegazione del mio amore), una canzone che mette insieme gli elementi dei tre padri che ha avuto, prima quello biologico che l'ha rifiutato, e dalla cui ombra fu perseguitato per tutta la vita:
Poi quello con cui ha vissuto, il padre adottivo Carlos Duran, che accompagnò nei suoi ultimi giorni. Anni dopo, ricordò l'episodio: "Carlos no era mi padre y yo lo sabía. Era muy viejo para ser mi mejor amigo, pero cuando ya viudo me pidió que no lo abandonara, sentí que más que mi padrastro era mi hermano, y lo acompañé hasta el final, y lo enterré, con la ayuda de sus sobrinos auténticos, después de rescatarlo, desnudo, de la morgue del Hospital Militar. Su ataúd sonó como un bramido al dar un tumbo en el fondo del Panteón Policial del Buceo".
Dedicò un altro tributo a Carlos Duran, che fu, tra gli altri impieghi, un poliziotto per necessità, dedicandogli una delle sue più emblematiche canzoni Chamarrita de los milicos (Canzone chamarrita sui soldati). Egli la spiegò in questi termini: "[...] Fue escrita de un tirón en la mesa de un bar de Bvar. Artigas y 18 de julio, el 27 de enero de 1970. Ese día había nacido mi hija Carla Moriana y yo sentía que le estaba escribiendo al que no pudo ser su abuelo, mi padre adoptivo, Carlos Durán, quien siendo hijo de coronel ‘colorado’, había terminado de ‘milico’ en los años 40. Pobres como éramos, yo recuerdo el gran revólver de mi padre, descargado, que él guardaba en un cajón del ‘trinchante’, después de quitarse ‘las correas’, cada noche o cada mañana, según las guardias. Las balas, siempre separadas, olían a todas las cosas que allí guardaba mamá. Yo no podía imaginarme de qué modo se abrían, ni qué demonios tendrían adentro que eran tan peligrosas. Pero eran, esas balas y ese revólver, el lujo subalterno de aquella humilde casa, una prenda del Estado -así me decían- que mi padre portaba como una penitencia no exenta de cierto orgullo vacilante." "[...] fu scritta di getto in un tavolo di un bar all'angolo di Bvar. Artigas e 18 de julio, il 27 gennaio del 1970. Quel giorno mia figlia Carla Moriana nacque e sentii che stavo scrivendo qualcosa riguardante suo nonno, il mio padre adottivo Carlos Duran, che è il figlio di un Colonnello 'Colorado', e aveva finito per essere un poliziotto negli anni quaranta. Poveri come eravamo, mi ricordo il grande revolver scarico di mio padre, che conservava in un cassetto del 'trinchante', dopo aver spento le sue 'cinghie' ogni notte e ogni mattina, a seconda del turno. Le pallottole, sempre separate, avevano l'odore di tutte le cose che conservava mia madre. Non potevo immaginare come si aprissero o cosa contenessero di così pericoloso. Ma quelle pallottole e quella pistola, un lusso per quella umile casa, una proprietà del governo - così mi avevano detto - che mio padre portava come una punizione, non esente da un certo orgoglio."
Molte delle sue canzoni riflettono anche la sua conoscenza della campagna e delle aree rurali, acquisita durante la sua giovinezza nelle frequenti visite ai fratelli della madre adottiva, specialmente suo zio Jose Pepe Carbajal. Una volta disse: "Todas las vacaciones, en el tiempo de verano, yo me iba al centro mismo del país, a la ciudad de Trinidad, capital del departamento de Flores, que -tal vez- es el más atrasado de estos departamentos del interior del país; una zona eminentemente ganadera, de grandes latifundios (…) Allí yo he pasado los tres meses de verano, desde que recuerdo hasta los 12 años, desde muy pequeño hasta los 12 años. Allí, claro, aprendí todo lo que sé del campo, aunque más tarde viviera en el campo también, pero ya de adolescente. Aprendí a montar a caballo, a ordeñar; cosas del campo... a cazar".  Nelle mie vacanze, durante il periodo estivo, andavo sempre nel cuore della campagna, nella città di Trinidad, capitale del Dipartimento di Flores, che forse è il più interno dei dipartimenti del paese, un'area che dipende per la maggior parte dall'allevamento dei bovini e nella coltivazione dei latifondi […] Il ricordo più lontano riguarda i tre mesi estivi che passavo là, dalla giovinezza fino ai miei 12 anni. Naturalmente là ho imparato tutto quello che so riguardo alle faccende di campagna, sebbene in seguito vivetti in campagna, ma come teenager. Ho imparato a cavalcare, a mungere; roba da campagna... come cacciare".
Questo spiega le sue particolari copertine, ed è evidenziato dalla sua personalità a tratti campesina, che spiegano più elementi delle sue creazioni. La milonga Mi tierra en invierno (La mia terra in inverno) è una di queste, che mostra la sua conoscenza delle varie sfaccettature della vita rurale.
L'affetto per il cavallo e le sue particolari cure sono una delle attività quotidiane:
Le faccende con il bestiame:
Il problema dei parassiti:
O il tempo della raccolta:
Nei primi anni di gioventù, e come stanco annumciatore radiofonico, a Montevideo, la sua vena artistica cominciò a svegliarsi come la passione per la Bohème, per la notte e i suoi fantasmi. Ci furono vari esperimenti per testare le sue abilità in diversi campi artistici. Il cuore di questo momento della sua vita avvenne nel Barrio Sur, dove viveva in una casa di fronte ad una piazza e in fianco ad un cimitero; quel cupo luogo vicino a casa, il carnevale, i richiami, le persone sommesse, lasciarono il segno nell'animo sensibile del giovane Alfredo, che aveva, storicamente, un carattere particolare: apparentemente voleva di più, si mostrava come una persona seria e circospetta, per il gusto di farlo e anche, forse, fingere sempre a causa della sua giovinezza. Questo diede inizio ad un'ossessione, che lo portò ad indossare degli occhiali, di cui non aveva bisogno, ma che lo facevano sembrare più vecchio. Nel corso del tempo, e nella sua professione i cantante, si presentava sempre per le sue esibizioni, alle volte all'aperto, indossando abiti classici, un completo e cravatta per avere un aspetto fortemente formale.
In molte canzoni si trovano gli elementi e le circostanze relative a questa fase della sua vita, una di queste è Coplas del canto (Poema di una canzone), dove dice: 
E in una delle sue canzoni più famose, Candombe del olvido (Candombe dell'oblio), scritta molti anni dopo, che è basata interamente sulla rievocazione di quegli elementi:
le barche lasciano il porto.
Tempo di amare, di dubitare, di pensare e combattere,
di vivere senza un passato.

Abbondante tempo una luce zenit
cade verticale nella festa di Momo,

Tempo un flusso di ispirazione;
Attraverso la strada Isla de Flowers i tamburi arrivano.

fiamme verdi, riflesso, dai tuoi rochi tamburi da sud i tuoi
tetti fatti di seta ricamata.

... Candombe è una pianta che cresce,
e anche il cielo rabbrividisce.»

### Altri testi
Frammento di Guitarra Negra (Chitarra Nera):
Estratto da El Violín de Becho (Il violino di Becho):